# Alphabet cyrillique mongol

Le mot « Mongolie » en écriture cyrillique

Le mongol cyrillique est la plus récente des écritures mongoles. Elle est une forme légèrement modifiée de l'alphabet cyrillique créé dans les années 1920 au moment de l'indépendance de la Mongolie-Extérieure. Il est appelé en mongol kiril tsagaan tolgoin (кирил цагаан толгойн, « tête blanche cyrillique »).
Il est principalement utilisé pour le mongol en Mongolie et dans certaines républiques mongoles de la fédération de Russie (Bouriatie, Kalmoukie, etc.). Il est également utilisé, aux côtés du chinois et de l'écriture mongole traditionnelle, dans certaines villes de Mongolie-Intérieure frontalières de la Mongolie. L'alphabet cyrillique est également utilisé pour écrire le russe en Chine, à proximité de la frontière russe (en Mongolie-Intérieure, à Hulunbuir, sur la frontière Nord-Est du Heilongjiang, à l'Est du Jilin et dans la ville balnéaire de Budai, dans la province de Hebei.
C'est un alphabet phonémique : il possède un haut niveau de cohérence dans la représentation des sons individuels. Introduit dès 1937 à la suite de la Révolution mongole de 1921 communiste, puis sous l'influence de Union soviétique alliée, il fut en usage officiel de 1941 à 1990. Il reste l'alphabet le plus utilisé de nos jours en Mongolie, même après la chute du régime marxiste. Selon le linguiste Jacques Leclerc, l'alphabet cyrillique pourrait même supplanter définitivement l'écriture traditionnelle).
Il existe différentes normes de translittération du mongol cyrillique en caractères latins. La norme ISO 9:1995(E) est une norme générique pour le cyrillique, indépendante de la langue représentée. Le gouvernement mongol a établi en 2012 la norme MNS 5217:2012, qui reprend en partie la norme ISO 9 mais en diffère sur certaines consonnes, et qui est utilisée officiellement,,.
| Cyrillique | API      | Cyrillique | API   | Cyrillique | API     | Cyrillique | API |
| ---------- | -------- | ---------- | ----- | ---------- | ------- | ---------- | --- |
| А а        | a        | И и        | i     | П п        | pʰ, pʰʲ | Ч ч        | t͡ʃʰ |
| Б б        | p, pʲ    | Й й        | j     | Р р        | r,rʲ    | Ш ш        | ʃ   |
| В в        | w, wʲ    | К к        | k, kʲ | С с        | s       | Щ щ        | st͡ʃ |
| Г г        | ɡ, ɡʲ, ɢ | Л л        | ɮ, ɮʲ | Т т        | tʰ, tʰʲ | Ы ы        | i   |
| Д д        | t, tʲ    | М м        | m, mʲ | У у        | ʊ       | Ь ь        | ʲ   |
| Е е        | je       | Н н        | n, nʲ | Ү ү        | y       | Э э        | e   |
| Ё ё        | jɔ       | О о        | ɔ     | Ф ф        | f       | Ю ю        | jʊ  |
| Ж ж        | t͡ʃ       | Ө ө        | œ     | Х х        | x, xʲ   | Я я        | ja  |
| З з        | t͡s       |            |       | Ц ц        | t͡sʰ     |            |     |

Ү et Ө sont parfois écrits V et Є, principalement sur des claviers et des logiciels russes qui ne les possèdent pas.